# Adolf Goetz (Schriftsteller)

Adolf Goetz um 1912

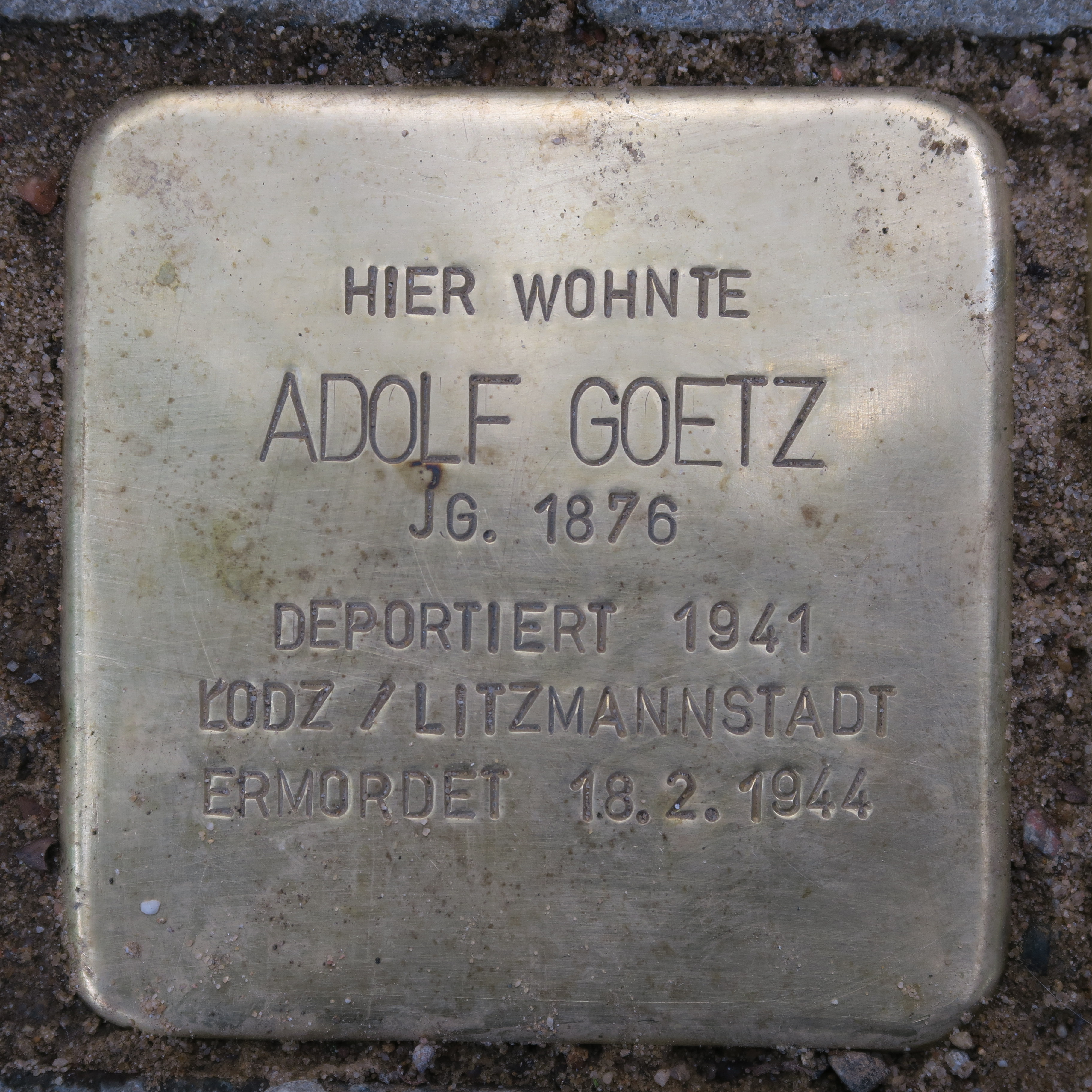

Adolf Goetz (* 4. Mai 1876 in Dobryza, deutsch Dobberschütz; † 18. Februar 1944 in Lodz/Litzmannstadt) war ein deutscher expressionistischer Schriftsteller und Journalist.

## Leben
Adolf Goetz wurde 1876 in Dobberschütz geboren. Über seine Familie und seine Ausbildung ist bislang nichts bekannt. 1903 wurde er wegen angeblicher Beleidigung der Polizeibehörden zu sechs Monaten Gefängnis verurteilt; er arbeitete als Journalist in Berlin, Dresden und Leipzig. Seit 1908 lebte er in Hamburg. Verheiratet war er mit Margarete Goetz. Am 25. Oktober 1941 wurden Adolf und Margarete Goetz aufgrund ihrer jüdischen Herkunft von Hamburg aus in das Ghetto von Lodz deportiert.
Im Jahr 2020 wurden zwei Stolpersteine vor dem Haus Eppendorfer Stieg 6 in Hamburg-Winterhude zum Gedenken an Adolf und Margarete Goetz verlegt, die dort von 1918 bis 1936 lebten.

## Schriftstellerisches Wirken
Adolf Goetz war als Journalist in einem breit gefächerten Themenspektrum tätig und verfasste zudem Romane und Kurzgeschichten. Seine Romane wurden im Verlag Konrad Hanf veröffentlicht, der als einer der wichtigsten Verlage expressionistischer Literatur in Hamburg galt und neben Belletristik vor allem Werke zur expressionistischen Architektur verlegte. Die Ausgabe des Romans „Die blaue Stunde“ enthielt drei Lithografien von Ludwig Kainer. Für seine schriftstellerische Tätigkeit verwendete er verschiedene Pseudonyme: Juvenal, Peter Wolfram, Triton, Peter Andresen und Heinz Hermann Ludwig.
Als Journalist verfasste er Werke zu Baukunst und Architektur, über Unternehmensgeschichte und Unternehmerpersönlichkeiten aus Hamburgs Kultur und Wirtschaft sowie Reiseberichte. In der Zeit der Weimarer Republik war er mehrmals Gast in Radiosendungen der Nordischen Rundfunk AG (NORAG). Dort las er aus seinen Werken und nahm an Gesprächen zu juristischen und stadtplanerischen Themen teil. Er war von 1913 bis 1918 Herausgeber des Jahrbuchs für Verkehrswissenschaft (Ibbeken Verlag Schleswig). In seinem Beitrag „Der Hamburger Junge Mann“ porträtierte er die zur Heimat gewordene Stadt Hamburg und seine Veröffentlichung „Hamburger Püttjerkram“ waren Ausdruck seiner starken Identifikation mit der Hansestadt.
Sein Sohn konnte in die USA emigrieren.

## Werke (Auswahl)
- Der Sträfling: Kultur-Studien aus dem Strafrecht und dem Gefängnis. Gose & Tetzlaff, Berlin 1902.
- Sträfling 788: ein Kapitel Berufsleiden. Berlin 1904.
- Ballin, ein königlicher Kaufmann. Seemann, Berlin u. a. 1907.
- Von Spitzbergen nach Jerusalem: ernste und heitere Reiseerlebnisse auf den Hamburg-Amerika-Linie-Dampfern Meteor, Blücher, Moltke. Thaden, Hamburg ca. 1908.
- unter dem Pseudonym Triton: Der Hamburger Junge Mann. 2. Auflage. Seemann, Berlin 1908 (Großstadt-Dokumente; 39).
- 25 Jahre Hamburgische Seeschiffahrtspolitik. Verlags-Anstalt und Druckereigesellschaft, Hamburg 1911.
- Die Geschichte des Hauses G. J. H. Siemers & Co, Hamburg: 1811–1911. Eckstein, Berlin 1911 (Digitalisat).
- Meerfahrten. Verlags-Anstalt und Druckereigesellschaft, Hamburg 1911,
- Hamburgische Formensprache. Verlags-Anstalt und Druckereigesellschaft, Hamburg 1913.
- Im Föhrer Ley: Roman. Behrens, Hamburg 1914.
- Hamburgischer Püttjerkram. Lüdeking, Hamburg 1914.
- Hadasa: ein Legendenspiel in 3 Akten. Behrens, Hamburg 1914.
- Hamburgisches Kriegstagebuch 1914. Behrens, Hamburg 1914 (Digitalisat).
- Die Arbeit für morgen. Thaden, Hamburg 1915.
- Über die Pflege von Gemälden. Verlags-Anstalt und Druckereigesellschaft, Hamburg 1916.
- Die blaue Stunde. Hanf, Hamburg 1920.
- mit Hans und Oskar Gerson: Die Erweiterung der Hamburger City und das Messehausprojekt: seiner Magnificenz Herrn Bürgermeister Dr. Carl Petersen in Verehrung gewidmet. In: Der Städtebau. Bd. 20 (1925), Heft 9/10, S. 121–131.
- Das NORAG-Haus. In: Alfredo Pauls, Emil Richter: Das neue Noraghaus Hamburg. Hübsch, Berlin u. a. 1930.
- Teegebräuche in China, Japan, England, Russland und Deutschland. Hübsch, Berlin 1934.